# Marvel (Automobilprototyp)
Der Marvel war ein US-amerikanischer Prototyp eines Automobils, den die Brüder Fred und August Duesenberg ab etwa 1903 entwickelten. Er war das erste Automobil mit der von Fred Duesenberg patentierten Walking-Beam-Ventilsteuerung, die im nationalen Motorsport der 1910er Jahre eine dominierende Rolle spielte und auch bei Antrieben von Flugzeugen und Booten verwendet wurde. Anfang 1906 war das Fahrzeug fertiggestellt und wurde dem Publikum als Mason präsentiert. Unter diesem Markennamen erschien es in leicht überarbeiteter Form noch im gleichen Jahr als Mason 24 HP auf dem Markt.

## Vorgeschichte
Die Brüder Fred (1876–1932) und August Duesenberg (1879–1955) betrieben um 1900 ein Fahrradgeschäft in Rockford (Iowa). Sie vertraten damals bekannte Marken wie National, Rambler oder Crescent. In ihrer Werkstatt entstanden auch die Rennfahrräder für Fred Duesenberg, der diesen Sport erfolgreich betrieb und mindestens einen Weltrekord aufstellte; wahrscheinlich wurden auch Auftragsarbeiten für Kunden ausgeführt. In dieser Zeit konstruierten sie auch einen ersten Verbrennungsmotor und bauten ihn in eines ihrer Fahrräder ein. Dieser Motor war als Einzylinder-Zweitakter mit Schiebersteuerung ausgelegt. Es blieb allerdings bei diesem Prototyp und möglicherweise einem zweiten, der als Antrieb für ein Boot gedacht war. Im März 1903 musste das Unternehmen schließen. Die Brüder gingen danach für einige Zeit beruflich verschiedene Wege, arbeiteten aber immer wieder an gemeinsamen Projekten. Fred Duesenberg kam 1904 als Testfahrer für den Hersteller des Rambler, die Thomas B. Jeffery Company in Kenosha (Wisconsin), in engeren Kontakt zum Automobil. Das Unternehmen war zu dieser Zeit der zweitgrößte Automobilhersteller in den USA. Fred Duesenberg bestritt auch Autorennen für Jeffery. 1905 folgte eine kurze Zeitspanne als Partner in der Iowa Automobile & Supply Company in Des Moines (Iowa), einer mechanischen Werkstätte und der ersten Automobilvertretung im Ort, die unter anderem Automobile der Marken Rambler, Marion und Gale verkaufte. Mit einem umgebauten Marion mit luftgekühltem Vierzylindermotor nahm er weiterhin an Autorennen teil.

## Realisierung
Fred Duesenberg war ein Autodidakt. Das Ziel, ein eigenes Auto zu bauen, verfolgte er wohl schon während seiner Zeit in Rockford. Einen Namen hatte das Projekt auch schon: Marvel, englisch für „Wunder“. Diesem Ziel, das er mit seinem Bruder August teilte, kam er 1905 näher, als er die Bekanntschaft des Rechtsanwalts Edward R. Mason aus Des Moines machte. In der Iowa Automobile & Supply Company reparierte er gelegentlich Motoren und Dampfmaschinen für Masons motorsportbegeisterte Söhne.
Zu Edward Mason entstand ein freundschaftliches Verhältnis. Es gelang ihm, Mason von seinen offenbar schon recht konkreten Vorstellungen zu überzeugen.

### Duesenberg Automobile Company
Mit Masons Zusicherung, das Projekt zu finanzieren, gründete Fred die Duesenberg Automobile Company, deren einziger Zweck darin bestand, den Marvel zu entwickeln und einen Prototyp zu bauen. Um die Konstruktionspläne überhaupt anfertigen zu können, belegte Fred einen Fernkurs an der International Correspondence School in Scranton (Pennsylvania).
Der Bau des Fahrzeugs begann im September 1905 in einer angemieteten ehemaligen Schmiede an 915 Grand Avenue in Des Moines. und nahm nur fünf Monate in Anspruch. Diese kurze Entwicklungszeit ist ein weiteres Indiz dafür, dass Teile des Fahrzeugs bereits früher konzipiert worden waren.

### DerMarvel

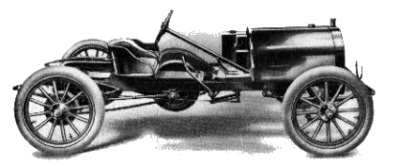
Fred Duesenbergs Rennwagen Mason ‚Goat‘ („Ziege“; 1906). Der Marvel dürfte diesem seriennahen Fahrzeug sehr ähnlich gesehen haben. Gut sichtbar sind der Motor unter dem Fahrersitz, die „Motorhaube“ ist eine Attrappe, die Position von Sitzen und Lenksäule wurde hier für den Rennsport angepasst.

Bis auf den Motor war der Marvel ein konventioneller Entwurf. Die erste Testfahrt erfolgte am 19. Februar 1906. Vorgestellt wurde das Fahrzeug bereits als Mason, ein Zugeständnis an den Investor und künftigen Unternehmensleiter.
Technik
Das Fahrgestell war konventionell und der Motor lag zeittypisch quer unter dem Fahrersitz. Zum Antrieb des Marvel konstruierte Duesenberg einen Zweizylinder-Boxermotor mit 3277 cm³ (200 cubic inch (c.i.)) Hubraum. Das Gemisch wurde nicht durch einen Ansaugstutzen zugeführt, sondern die Gemischzufuhr war im Motorblock integriert, eine 1906 neuartige Methode. Der Motor hatte Magnetzündung und eine Wasserkühlung mit einer von der Kurbelwelle angetriebenen Wasserpumpe. Auf Anhieb leistete er 24 bis 28 PS nach damaliger Berechnungsmethode. Dieser Motor hat nicht die für die späteren Mason- und Duesenberg-Motoren typische Walking-Beam-Ventilsteuerung, bei der die unterliegende Nockenwelle über lange Kipphebel auf horizontal angebrachte Ventile wirkt.
Dieser Zweizylindermotor wurde von Mason im Prinzip bis 1913 verwendet.

## Mason Motor Company

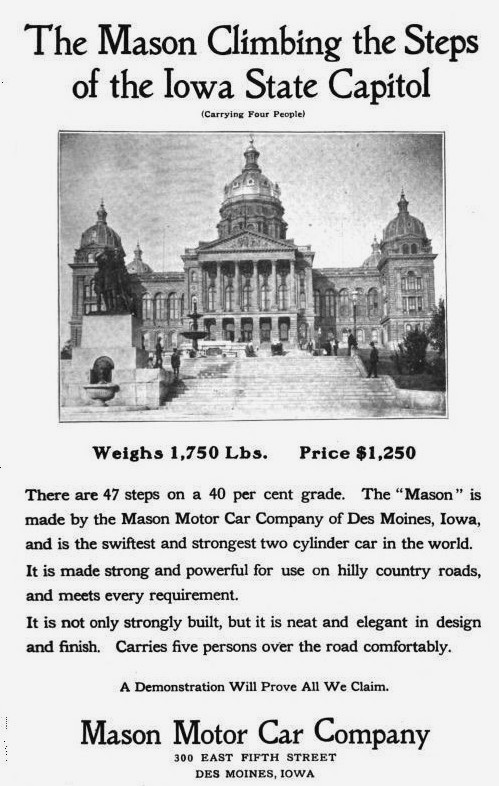
Im Juni 1906 erklomm Fred Duesenberg mit dem Marvel werbewirksam die Stufen des Iowa State Capitol

Edward Mason organisierte im April 1906 die Mason Motor Company mit ihm als Präsidenten und Fred Duesenberg als Werkleiter. Die Rechte am Walking-Beam-Motor verblieben bei Duesenberg. Das neue Unternehmen nutzte sie im Mason 24 HP und dessen Nachfolgern. Auf dieser Konstruktion beruht aber nicht nur die Technik des wichtigsten Mason-Modells. Walking-Beam-Motoren wurden von den Duesenberg-Brüdern in den folgenden 15 Jahren verwendet und trieben neben Straßenfahrzeugen auch Boote, Yachten und kleinere Schiffe sowie Flugzeuge an. Dank dieses Duesenberg-Motors konnte Mason mit einiger Berechtigung mit dem „schnellsten und stärksten Zweizylinder in Amerika“ werben.
Noch vor Produktionsbeginn begann Fred Duesenberg damit, die Fähigkeiten des neuen Fahrzeugs öffentlich zu demonstrieren. Die bekannteste dieser Vorführungen fand im Juni 1906 statt, als er den voll besetzten Marvel je einmal vorwärts und rückwärts die Stufen des Iowa State Capitol hinauffuhr.
Ehe im August 1906 die Produktion des Mason 24 HP anlief, nutzte Fred Duesenberg den Marvel in einigen  Rennen, so am 4. Juli am Hill Climb des Iowa Automobile Club in Des Moines. An einem Hang mit 10 % Steigung holte Duesenberg den Sieg in der Kategorie 2 und danach den Gesamtsieg.